# San Miguel del Monte
San Miguel del Monte, meglio nota come Monte, è una cittadina della provincia di Buenos Aires, capoluogo del partido di Monte.

## Geografia
San Miguel del Monte è situata sulla sponda nord della laguna di Monte, a 107 km a sud-ovest della capitale argentina Buenos Aires.

## Infrastrutture e trasporti

### Strade
San Miguel del Monte è situata all'intersezione tra la strada nazionale 3, arteria che unisce Buenos Aires a Mar del Plata.

### Ferrovie
San Miguel del Monte è servita da una propria stazione ferroviaria lungo la linea suburbana Roca che unisce Buenos Aires alla parte meridionale della sua area metropolitana. Vi si fermano anche treni a lunga percorrenza lungo la tratta Constitución-Bahía Blanca.